# アナスタシオス (アルバニア大主教)
大主教アナスタシオス博士（俗名：アナスタシオス・ヤヌラトス、ギリシア語: Αναστάσιος Γιαννουλάτος, アルバニア語: Anastas Janullatos、1929年11月4日 - 2025年1月25日）は、ティラナ・ドゥラスおよび全アルバニアの大主教。アルバニア正教会聖シノドの首座主教である。

## 来歴
1976年からアテネ大学の宗教史の教授を務め、1996年には世界教会協議会の議長（President）に選ばれた。信徒からの敬称としては座下（His Beatitude）が用いられる。1978年に法律と神学をアテネで学び、アンドゥルッサ（Ανδρούσσα, Androusa）の名義主教となった。1992年にアルバニアの共産主義政権が崩壊すると、コンスタンディヌーポリ総主教ヴァルソロメオス1世より、新たに設立されたアルバニア教会の大主教に任じられた。
2024年12月30日、発熱によりティラナの病院に入院したが、2025年1月3日にアテネのエヴァンゲリスモス病院に転院した。同病院で消化管出血も発生し、手術などの治療を受けたが、2025年1月25日の朝に死去した。95歳没。